# أكاديمية علوم الدفاع الوطني (كوريا الشمالية)
أكاديمية علوم الدفاع الوطنية (بالكورية: 국방과학원)‏ هي مؤسسة كورية شمالية تنخرط في برنامج الصواريخ الكوري الشمالي بما في ذلك صاروخ هواسونغ-14.

## تاريخ
في عام 2010 كانت تعرف سابقا بالأكاديمية الثانية للعلوم الطبيعية، ويقع مقرها في بيونغ يانغ، ويرأسها حاليًا العقيد جنرال جانغ تشانغ ها. فرضت حكومة الولايات المتحدة عليها عقوبات وتخضع لضوابط التصدير في العلاقات مع قرار مجلس الأمن التابع للأمم المتحدة رقم 2270 .

## الحرب البحرية
تتولى الأكاديمية مسؤولة تطوير السفن والأسلحة البحرية، ولديها معهد للبحوث البحرية، ومقره في حوض سفن سينبو ساوث.